# Soviete de Nacionalidades
O Soviete das Nacionalidades (em russo:  Совет Национальностей, Sovyet Natsionalnostey) foi a câmara alta do Soviete Supremo da União das Repúblicas Socialistas Soviéticas (similar ao Senado, em outros sistemas), eleita com base no sufrágio universal, igual e direto de acordo com os princípios da democracia soviética. Contudo, até à democratização no final da década de 1980, apenas um único candidato nomeado pelo Partido Comunista da União Soviética foi autorizado a concorrer às eleições em cada círculo eleitoral . Foi brevemente sucedido pelo Soviete das Repúblicas, de outubro a dezembro de 1991. Ao contrário do Soviete da União, o Soviete das Nacionalidades era composto pelas nacionalidades da União Soviética, que por sua vez seguia a delimitação nacional em vez de ser uma representação de grupos étnicos.
Antes da criação do Soviete Supremo em 1938 pela Constituição Soviética de 1936  o Soviete das Nacionalidades era um dos órgãos que formavam o Comitê Executivo Central da União Soviética , sendo o outro o Soviete da União. Criado pela Constituição de 1924 para representar as unidades nacionais-territoriais da União Soviética em 1924, o Soviete das Nacionalidades incluía 5 delegados de repúblicas de nível sindical e das repúbliacs soviéticas autonômas e 1 delegado de cada oblast autônomo.

## História
O Soviete das Nacionalidades foi formado com base na representação igual de todas as Repúblicas da União Soviética (32 deputados de cada república, excluindo outras unidades autônomas dentro daquela república que enviaram membros separados), repúblicas autônomas (11 deputados de cada república ), oblasts autônomos (cinco deputados de cada oblast ) e distritos nacionais (um deputado de cada distrito ). Como resultado, a maior república, a RSS da Rússia , com uma população de 147 milhões, e a república mais pequena, a RSS da Estónia , com uma população de cerca de 1,5 milhões, obtiveram 32 deputados cada. Os russos, como grupo étnico, constituíam mais de metade da população da União Soviética, mas o Soviete das Nacionalidades não representava grupos étnicos, representava as diferentes nacionalidades expressas pelas repúblicas e várias unidades autónomas da União Soviética. Este sistema eleitoral diminuiu seriamente a representação de grupos étnicos maiores em favor dos grupos étnicos mais pequenos da União Soviética, sendo os russos os mais sub-representados.
O Soviete das Nacionalidades gozava dos mesmos direitos que o Soviete da União na área da iniciativa legislativa e na resolução de outras questões da competência da União Soviética. Na prática, até 1989, pouco mais fez do que aprovar decisões já tomadas pela liderança máxima do Partido Comunista da União Soviética . Após as eleições de 1989 – as primeiras e, como se viu, as únicas eleições livres alguma vez realizadas na União Soviética – o Soviete das Nacionalidades adquiriu um papel muito maior e foi palco de muitos debates importantes.
O Soviete das Nacionalidades elegeu um presidente (que dirigiria as sessões da câmara), seus quatro deputados e comissões permanentes: Comissão do Mandato, Comissão de Suposições Legislativas, Comissão de Planejamento Orçamentário , Comissão de Relações Exteriores, Comissão de Assuntos Juvenis, Comissão da Indústria, Transportes e Comissão de Comunicações, Comissão de Construção e Indústria de Materiais de Construção, Comissão Agrícola , Comissão de Bens de Consumo , Comissão de Educação Pública, Comissão de Ciência e Cultura, Comissão de Comércio, Comissão de Atendimento ao Consumidor e Economia Municipal, Comissão Ambiental.  O presidium do Soviete das Nacionalidades "cessou todo o trabalho notável no final de 1937", mas "sobreviveu como a única instituição política central formalmente dedicada à questão das nacionalidades".  Em 1989, foi reduzido para 271 deputados eleitos pelo Congresso dos Deputados do Povo. Seus deputados foram eleitos em representação de distritos eleitorais nacionais-territoriais e organizações públicas.

## Soviete das Repúblicas
O Soviete das Repúblicas - a câmara alta do Soviete Supremo da URSS, criada com base na Lei da URSS de 5 de setembro de 1991 "Sobre os órgãos do poder estatal e da administração da URSS no período de transição",  no entanto, não está previsto na Constituição da URSS. A primeira reunião da nova câmara teve lugar no dia 21 de outubro. Anuarbek Alimzhanov, deputado do Cazaquistão, foi eleito presidente da câmara. O Conselho das Repúblicas era composto por 20 deputados de cada república sindical, de entre os deputados populares da URSS e das repúblicas sindicais, delegados pelos mais altos órgãos do poder estatal dessas repúblicas. Tendo em conta a estrutura federal da RSFSR, contava com 52 deputados no Conselho das Repúblicas.
Outras repúblicas sindicais, que incluem repúblicas e formações autónomas, delegaram adicionalmente ao Conselho das Repúblicas um deputado de cada república e autonomia. Para garantir a igualdade das repúblicas na votação no Conselho das Repúblicas, cada república sindical tinha um voto.  O Conselho das Repúblicas toma decisões sobre a organização e o procedimento de atuação dos órgãos sindicais, ratifica e denuncia tratados internacionais.  Em 26 de Dezembro de 1991, o Soviete das Repúblicas adotou uma resolução declarando que a União Soviética já não existia como um Estado funcional e votou tanto a si próprio como à União Soviética pela extinção. O Soviete da União tinha sido efetivamente dissolvido duas semanas antes, quando a Rússia chamou unilateralmente os seus deputados, deixando-o sem quórum. Esta declaração do Soviete das Repúblicas foi, portanto, o passo jurídico final na dissolução da União Soviética.